# Xã Asbury, Quận Gallatin, Illinois
Xã Asbury (tiếng Anh: Asbury Township) là một xã thuộc quận Gallatin, tiểu bang Illinois, Hoa Kỳ. Năm 2010, dân số của xã này là 105 người.